# Права
Права — юридические, социальные или этические принципы свободы или права; то есть права — это фундаментальные нормативные правила о том, что разрешено людям или что им принадлежит в соответствии с какой-либо правовой системой, социальной конвенцией или этической теорией. Права имеют огромное значение в таких дисциплинах, как юриспруденция и этика, особенно в теориях справедливости и деонтологии. Права являются многосторонним понятием широкого спектра гуманитарных наук, таких, как философия, социология, этика, политология, юриспруденция и т. д.
Права часто считаются основополагающими для любой цивилизации, поскольку они считаются устоявшимися столпами общества и культуры, а историю социальных конфликтов можно найти в истории каждого права и его развития. Согласно Стэнфордской философской энциклопедии, «права структурируют форму правления, содержание законов и форму морали в том виде, в каком она воспринимается в настоящее время».